# امپراطور ام
امپراتور ام (عربی: إمبراطورية ميم) یک فیلم به کارگردانی حسین کمال است که در سال ۱۹۷۲ منتشر شد. از بازیگران آن می‌توان به فاتن حمامه اشاره کرد. این فیلم به هشتمین جشنواره فیلم مسکو راه یافته‌بود.